# Roman Dżindżichaszwili
Roman Dżindżichaszwili, ros. Роман Яковлевич Джинджихашвили (ur. 5 maja 1944 w Tbilisi) – gruziński szachista i trener szachowy, w latach 1976–1980 reprezentant Izraela, a od roku 1981 – Stanów Zjednoczonych, arcymistrz od 1977 roku.

## Kariera szachowa
Pierwsze sukcesy zaczął odnosić w połowie lat 60. XX wieku. W roku 1965 wraz z Buchutim Gurgenidze zajął I miejsce w Tbilisi. W 1971 i 1972 roku dwukrotnie wystąpił w finałach indywidualnych mistrzostw Związku Radzieckiego, lepszy wynik osiągając w turnieju późniejszym (Baku, XIV m.). Po emigracji z ZSRR osiągnął znaczne indywidualne sukcesy, m.in. w Netanji (1977, I m. wspólnie z Florinem Gheorghiu, Nathanem Birnboimem i Władimirem Liberzonem), Genewie (1977, III m. wspólnie z Giennadijem Sosonko, za Bentem Larsenem i Ulfem Anderssonem), Hastings (1977/78, I m. przed Tigranem Petrosjanem), Tel Awiwie (1978, indywidualne mistrzostwa Izraela, I m.), Amsterdamie (1978, turniej IBM, III m. wspólnie z Helmutem Pflgerem i Vlastimilem Hortem, za Janem Timmanem i Zoltanem Ribli), Tilburgu (1978, III m. wspólnie z Robertem Hübnerem i Anthony Milesem, za Lajosem Portischem i J.Timmanem), Lone Pine (1980, I m.), Nowym Jorku (1984, I m.) oraz w Filadelfii (1992, II m. za Ildarem Ibragimowem).
Dwukrotnie (1983 – wraz z Larrym Christiansenem i Walterem Browne oraz 1989 – wraz z Yasserem Seirawanem i Stuartem Rachelsem) triumfował w indywidualnych mistrzostwach Stanów Zjednoczonych. W 1990 roku wystąpił w turnieju międzystrefowym (eliminacji mistrzostw świata w Manili), zajmując 26. miejsce.
Trzykrotnie (1976, 1978, 1984) brał udział w szachowych olimpiadach, w roku 1984 zdobywając brązowy medal za indywidualny wynik na I szachownicy. Ponadto, w roku 1989 reprezentował Stany Zjednoczone na drużynowych mistrzostwach świata. W 1993 roku zagrał samego siebie w filmie Szachowe dzieciństwo (ang. Searching For Bobby Fischer). Od roku 2000 nie występuje w turniejach klasyfikowanych przez Międzynarodową Federację Szachową.
Najwyższy ranking w karierze osiągnął 1 stycznia 1979, z wynikiem 2595 punktów dzielił wówczas 13. miejsce na światowej liście FIDE, jednocześnie zajmując 1. miejsce wśród izraelskich szachistów.